# Серозная оболочка

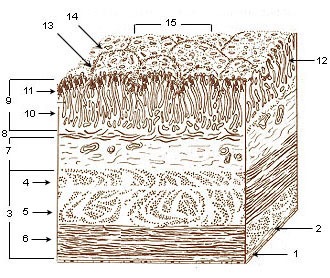
Структура стенки желудка: 1 - серозная оболочка, 2 - субсероза, 3 - мышечный слой, 4 - наклонные мышечные волокна, 5 - круговые мышцы, 6 - продольные мышцы, 7 - подслизистая, 8 - мышечный слой слизистой оболочки, 9 - слизистая оболочка, 10 - lamina propria, 11 - эпителий, 12 - желудочные желёзы, 13 - желудочные ямки, 14 - ворсинчатые складки, 15 - область желудка

Серозная оболочка (лат. tunica serosa) — тонкая плотная соединительнотканная мембрана толщиной около 1 мм, выстилающая внутреннюю поверхность полостей тела человека и других животных (брюшную, перикардиальную, плевральные, полости влагалища, яичек), а также покрывающие расположенные в них органы. Основу составляет оформленная плотная волокнистая соединительная ткань, которая имеет слоистое строение с определенным расположением сетей коллагеновых и эластических волокон. Покрыта однослойным плоским эпителием (мезотелием). С близлежащей тканью соединяется с помощью рыхлой подсерозной клетчатки (tela subserosa).
Серозная оболочка вырабатывает и поглощает специфическую серозную жидкость, которая поддерживает динамические качества внутренних органов. Также она выполняет защитную функцию. При воспалении обычно гладкая, эластичная и прозрачная ткань становится шероховатой, мутной и плотной. В патологических случаях серозная оболочка разрастается вплоть до слипания.
Данная оболочка развивается из спланхнотома — производного мезодермы.